# 抬頭
抬頭是漢字文化圈文書的書寫習慣，可分為挪抬、平抬、單抬、雙抬、三抬多種。1949年以後，中國大陸地區行文一般已不再使用“抬頭”這種中國傳統書寫習慣，姓名前不再加空格或換行頂格書寫。但在“此致敬礼”等极少数书信俗语中仍旧保留了这种书写习惯。

## 规章

### 道光二十九年科场条例
道光二十九年（1849年）的《科场条例》：“祖、宗、列圣、世德、圜丘、方泽以上俱系三抬字样，敬谨书写。圣天子、圣主、圣谟、圣训、帝德、圣朝、盛世、孝治、明诏……以上俱系双抬字样，谨略举其概，行文时各宜检点。朝廷、国朝、国家、龙楼、凤阁、玉墀、上苑、太液、各宫、殿、门名，以上俱系单抬字样。”

## 種類

### 挪抬
挪抬指的是為表示尊敬，在人名及稱謂的前面留一個字的空白（相當於一個全形空格「　」）。現時於香港公函中會以「　貴」以表示對對方的尊重，如「　貴公司」、「　貴校」。中華民國曾將挪抬用於正式文件上的致敬，例如「國父　孫中山先生」或「先總統　蔣公」。但自2015年起，行政院已函文各機關單位，取消有關公文之期望、目的及稱謂用語之挪抬。有時公司行號尊稱客戶亦會使用，例如「本公司的　各位用戶您好」。亦用於公文稱謂用語加上期望或目的用語，如“　鈞鑒　請（希）鑒核”、“　勛鑒　請辦理見復”或“　請查明見復”。
需注意的是，《圣經》并沒有使用抬头，存在空格是由于基督教对「神」和「上帝」称謂的爭議，有的神学家主張用「神」、有的主張用「上帝」，共同出版《圣經》时为了排版方便，就在「神」之前空一格，以与兩个字的「上帝」同字数。英文的圣经使用首字母大写的God来表示耶和华（真神），而使用首字母小写的god来代表“假神”；在以“神”翻译God一词的中文版本中，首字母大写的God会用挪抬（空格）来表示，而首字母小写的god则没有。至于以“上帝”翻译首字母大写的God的版本，则用“神”一词来翻译首字母小写的god，二者均不挪抬。例如出埃及记第34章14节的经文：
for thou shalt worship no other god: for Jehovah, whose name is Jealous, is a jealous God——American Standard Version
不可敬拜别神；因为耶和华是忌邪的上帝，名为忌邪者。——新标点和合本（上帝版）
不可敬拜别神；因为耶和华是忌邪的　神，名为忌邪者。——新标点和合本（神版）

#### 範例

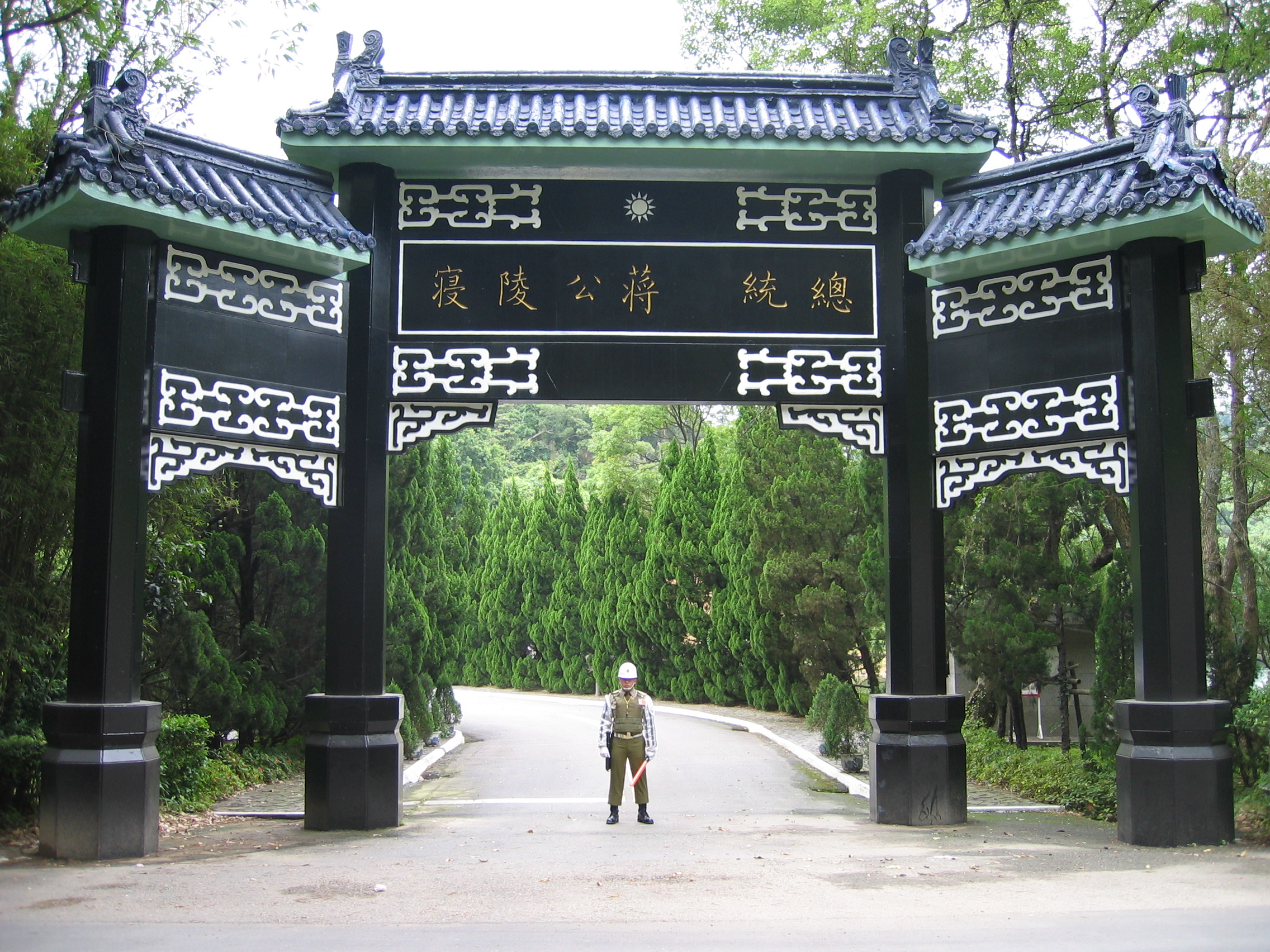
使用了挪抬的牌匾（慈湖陵寢）

- 請　用戶提高警覺，小心騙徒就在你身邊。
- 煩請　貴公司盡早回覆。

### 平抬
平抬，是更加尊敬的書寫方式。使用時將人名直接換行頂頭（換一行頂格書寫）。如：
|  | 此致 某某某先生 |

，或是書牘的結尾敬語如問候語及申悃語，如
|  | 順頌 勛綏 |

傳統書信提到收信者的兄弟和子侄時用。在過去帝制時期，常見於官員上奏的公文，但現已較少使用。

### 單抬
單抬是另行高出一格書寫。傳統書信提到收信者時用。稱受信人及其尊長，高於尋常各行一格。

### 雙抬
雙抬是信首稱受信人的名字稱呼，以及內文提及受信人之父母或祖父母，都比尋常各行高三或二格。

### 三抬

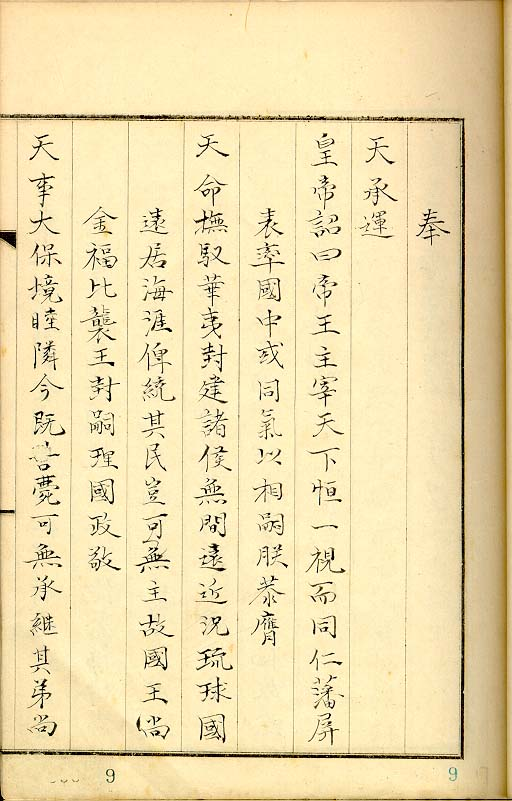
《历代宝案》中对皇帝詔書的记录

三抬是另行高出三格書寫，比雙抬更加尊敬。在極正式的書信中，稱「天」、「上帝」、「陛下」（只限對帝王的上行文書，如奏章等）、「孔子」等，及受信人之「祖宗」均為應三抬的字樣。
例如清代皇帝詔書的首句“奉天承运皇帝诏曰”八个字，可以写如右图所示：其中“天”字高出三格书写，以示皇帝对天的尊敬；“皇帝”的“皇”字则高出两格（双抬），比“天”字矮了一格，以示皇帝的尊貴（一說皇帝的尊貴程度不及天而是雙抬而非三抬）。
三抬的写法今日已经罕用。

### 其他语言的抬头
抬头制度不仅被应用于汉文文书中，在清代的满文、蒙文等文书的书写时也同样遵循这一制度。